# Hrvatski Telekom
Hrvatski Telekom d.d. è una società di telecomunicazioni croata, facente parte del gruppo T-Mobile.

## Storia
La società è stata fondata il 28 dicembre 1998 dopo la separazione delle Poste e Telecomunicazioni croate in due entità: Poste croate e Telecom croate, che hanno iniziato le loro attività il 1º gennaio 1999.
Nel 2002, HT-mobilne komunikacije (in seguito T-Mobile Croatia) è stata registrata come società separata, controllata dalla Hrvatske telekomunikacije dd, al fine di fornire servizi di telefonia mobile.
Dalla sua offerta pubblica iniziale nell'ottobre 2007, le azioni Hrvatski Telekom sono state negoziate alla Borsa di Zagabria, con ricevute di deposito globali negoziate alla Borsa di Londra.
A partire dal 2016, Deutsche Telekom AG possedeva il 51% delle azioni di HT, con i fondi pensione obbligatori Raiffeisen, il fondo croato per i veterani di guerra e il centro di ristrutturazione e vendita del governo croato che detengono rispettivamente l'8,9%, il 6,7% e il 2,9%. Il flottante rimanente era nelle mani di investitori privati.
L'azienda offre telefonia fissa, Internet a banda larga, IPTV e telefonia mobile come servizi principali.